# Angelica arguta
Angelica arguta är en flockblommig växtart som beskrevs av Thomas Nuttall, John Torrey och Asa Gray. Angelica arguta ingår i släktet kvannar, och familjen flockblommiga växter. Inga underarter finns listade i Catalogue of Life.